# گمانه‌زنی ژرفایی

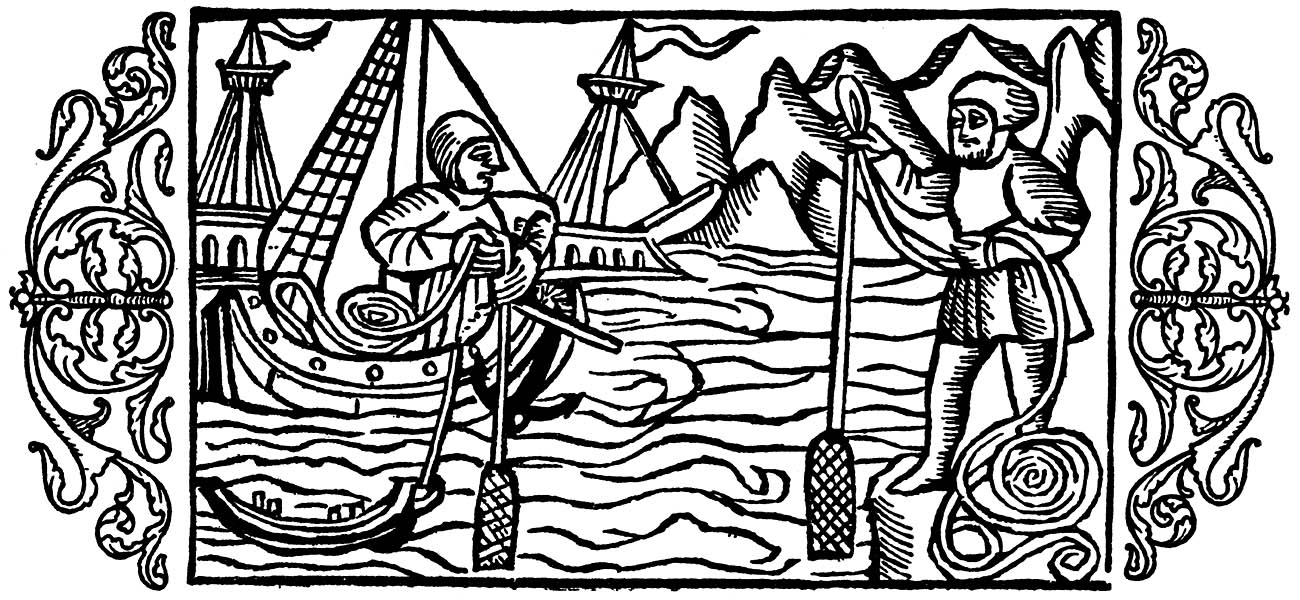
یک ملوان و یک مرد در ساحل، هر دو با یک خط طناب مشغول ژرفایابی هستند.

گمانه‌زنی ژرفایی (به انگلیسی: Depth sounding) که به اختصار ژرفایابی یا عمق‌یابی (sounding) نیز خوانده می‌شود، به اندازه‌گیری ژرفای یک پهنه آبی گفته می‌شود. داده‌های به‌دست‌آمده از ژرفایابی برای تهیه نقشه از کف یک پهنه آبی، مانند توپوگرافی بستر دریا در ژرفاسنجی استفاده می‌شود.
گمانه‌زنی‌های ژرفایی به‌طور سنتی در نقشه‌های دریانوردی با فاتوم و پا (فوت) نمایش داده می‌شوند. اداره ملی اقیانوسی و جوی (NOAA) که آژانس مسئول داده‌های ژرفاسنجی در ایالات متحده است، هنوز ار فاتوم و پا (فوت) در نقشه‌های دریانوردی خود استفاده می‌کند. در دیگر کشورها، دستگاه بین‌المللی یکاها (متر) به استانداردی برای اندازه‌گیری عمق تبدیل شده‌است.